# Улица Белана (Липецк)
У́лица Бела́на (у́лица Эдуа́рда Бела́на) — улица в Октябрьском округе Липецка. Проходит от улицы Кривенкова до Воронежского шоссе между улицами Катукова и Свиридова. Пересекает улицу Стаханова. К чётной стороне примыкают улицы Шерстобитова и Мистюкова, к нечётной — улица Меркулова.
Дома по нечётной стороне улицы находятся в 27-м и 26-м микрорайонах, а по чётной — в 28-м, 29-м и в перспективе 30-м микрорайонах города.
Названа в честь Героя России Э. Б. Белана (1970—1999), офицера милиции липецкого УВД, погибшего во время отражения нападения террористов на село Новолакское Республики Дагестан.
Улица застроена и продолжает активно застраиваться многоэтажными жилыми домами.
В доме № 26 (угол с Воронежским шоссе) расположен гипермаркет Ашан

## Транспорт
- к домам начала улицы — авт. 7, 7а, 20, 27, 50, 315, 330, 359 ост.: «Ул. Белана»; авт. 8, 24, 324, 346, 347, 359, 379 ост.: «Ул. Кривенкова».
- к домам середины улицы — авт. 7, 7а, 20, 27, 50, 315, 330, 359 ост.: «28-й микрорайон»;  авт. 8, 24, 324, 346, 347, 359, 379 ост.: «Ул. Стаханова», «Ул. Стаханова-2».
- к концу улицы —  авт. 28, 306, 352, 359 ост. «Ул. Меркулова».
- к гипермаркету Ашан — авт. 35, 37, 345, 402 ост. «Ул. 8 Марта (Сырское)».